# Конституция Сомалиленда
Конституция Сомалиленда была принята палатой Парламента Сомалиленда 30 апреля 2000 года. Конституция была одобрена на референдуме 31 мая 2001 года, когда за неё проголосовали 97 % избирателей.

## История
В Сомалиленде были и другие конституционные документы исторической важности, начиная от международных договоров, подписанных различными общинами Сомалиленда с британским правительством, и различных конституционных договоренностей ещё до обретения независимости в 1960 году, до Декларации о восстановлении суверенитета в 1991 году, подписанной в Буръо на одной из первых грандиозных конференций сообществ Сомалиленда. И хотя Сомалиленд был независим в течение короткого периода в июне 1960 года, позже он объединился с подопечной территорией Сомали, тем самым образовав Сомалийскую республику. За этот короткий период всеобъемлющей конституции принято не было. Государство Сомалиленд имело свою собственную Конституцию, которая была разработана в начале 1960 года и действовала некоторое время. 

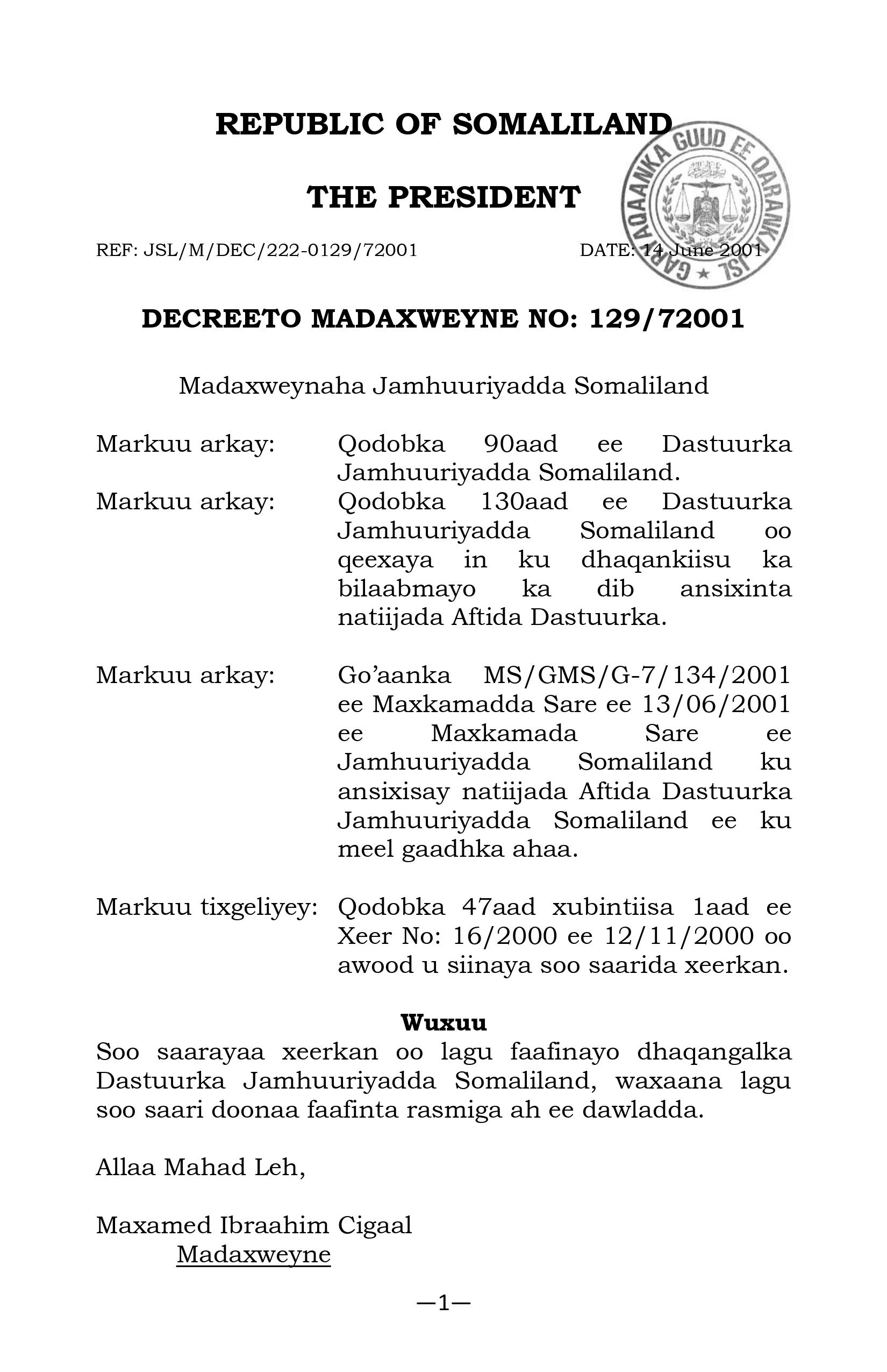
Указ президента Мухаммеда Хаджи Ибрагима Эгаля о ратификации конституции Сомалиленда

Первым основным конституционным документом независимого Сомалиленда была Национальная хартия (Axdi Qaran), подписанная Конференцией сообществ Сомалиленда в 1993 году в Бораме.
За этим последовала первая конституция Сомалиленда, которая была принята на конференции общин Сомалиленда в Харгейсе в феврале 1997 года. Согласно статье 151, конституция вступает в силу в течение 3 лет с момента её утверждения в феврале 1997 года и полностью вступает в силу после проведения референдума. Было предусмотрено, что этот промежуточный период будет увеличен парламентом. В начале 2000 года парламент проголосовал за увеличение этого периода на 1 год. Это было сделано в первую очередь для того, чтобы дать больше времени для завершения пересмотра конституции (до её представления народу на референдуме) и для введения в действие законов и механизмов для изменения нынешней так называемой представительной демократии в Сомалиленде на народную демократию, основанную на прямых выборах президента Сомалиленда и парламента Сомалиленда.
Довольно обширные поправки к конституции были предложены правительством Сомалиленда в 1999 году. Однако окончательная пересмотренная конституция не сильно отличается от предыдущей, и сокращение количества статей с 156 до 130 было в значительной степени достигнуто за счёт объединения некоторых статей, а не обширными отменами. В отличие от предыдущих проектов, все части конституции, касающиеся директивных принципов и прав человека, были сохранены. В целом поправки лишь привели в порядок конституцию — принципиальных изменений не было.